# Corydoras noelkempffi
Corydoras noelkempffi är en fiskart som beskrevs av Knaack 2004. Corydoras noelkempffi ingår i släktet Corydoras och familjen Callichthyidae. Inga underarter finns listade i Catalogue of Life.